# جوان فونتين
جوان فونتين (بالإنجليزية: Joan Fontaine)‏ مواليد 22 أكتوبر 1917 في طوكيو، اليابان، هي ممثلة بريطانية بدأت مسيرتها الفنية عام 1935. كما أنها من الفائزات بجوائز الأوسكار.

## روابط خارجية
- جوان فونتين على موقع IMDb (الإنجليزية)
- جوان فونتين على موقع الموسوعة البريطانية (الإنجليزية)
- جوان فونتين على موقع روتن توميتوز (الإنجليزية)
- جوان فونتين على موقع مونزينجر (الألمانية)
- جوان فونتين على موقع ألو سيني (الفرنسية)
- جوان فونتين على موقع تيرنر كلاسيك موفيز (الإنجليزية)
- جوان فونتين على موقع أول موفي (الإنجليزية)
- جوان فونتين على موقع قاعدة بيانات برودواي على الإنترنت (الإنجليزية)
- جوان فونتين على موقع قاعدة بيانات الأفلام السويدية (السويدية)
- جوان فونتين على موقع إن إن دي بي (الإنجليزية)
- Joan Fontaine at TVGuide.com
- Photographs of Joan Fontaine
- Joan Fontaine at the CinéArtistes (بالفرنسية)